# 李峴 (益王)
李岘（?—?），唐朝皇子，是唐武宗的次子，生母不详。
会昌二年（842年），李岘被他父亲唐武宗封为益王，以尚书左丞狄兼谟为他的师傅，唐武宗在任命诏书中称李岘为“元子”。郑柬之同诏受任兼益王府长史。
其后史书中没有记载他的情况，薨年也不详。会昌六年（846年），唐武宗死后，由叔父唐宣宗即位，他的儿子没有得到皇位，一说武宗诸子都被宣宗报复而不得善终。
　　